# Josh Dun
Joshua William Dun (* 18. června 1988 Columbus, Ohio, USA) je americký bubeník. Dříve hrál v kapele House of Heroes, ale 8.5. 2011 se přidal do kapely Twenty one Pilots s Tylerem Josephem.

## Život
Narodil se v Columbu, v americkém státě Ohio, Lauře a Billymu Dun. Má dvě sestry, Ashley, Abigail, a bratra Jordana. Na bicí soupravu se naučil hrát v mládí sám, ve škole se naučil na trumpetu. Údajně jako dítě neměl možnost poslouchat hudbu, a tak jednou týdně tajně chodil do hudebního obchodu, kde se ptal „nejvíce potetovaného chlápka“, aby mu doporučil hudbu. Tři roky pracoval pro společnost Guitar Center, jeho kolegou byl dnes již bývalý bubeník Twenty One Pilots, Chris Salih.
Josh trpí sociální úzkostí, což vysvětluje fakt, že na koncertech nosí masku či šátek zakrývající jeho obličej, aby se nestyděl.
Tyler Joseph, hlavní zpěvák kapely Twenty One Pilots a zároveň jeho nejlepší kamarád, mu dal přezdívku Spooky Jim. Fanoušci ho někdy přezdívají Jishwa.
V prosinci roku 2018 se Josh Dun zasnoubil s herečkou Debby Ryan. O rok později, 31. prosince 2019, se vzali. 

## Kariéra

### House of Heroes
V březnu roku 2010 nahradil dosavadního bubeníka Colina Rigsbyho, který chtěl trávit více času s rodinou. Hrál na bicí, na starosti však měl také doprovodné vokály. Dun se též objevil ve videoklipu „God Save the Foolish Kings“, kde zároveň zpívá doprovodné vokály. S kapelou se zúčastnil koncertního turné. V říjnu se Rigsby vrátil zpět na post bubeníka.

### Twenty One Pilots
Po odchodu z jeho tehdejšího zaměstnání v Guitar Center Josh plánoval kvůli své hudební kariéře opustit rodné Ohio. Jeho plány však změnil nyní již bývalý bubeník Twenty One Pilots, Chris Salih. Nabídl mu svůj post bubeníka.
Po odchodu bubeníka Chrise Saliha a baskytaristy Nicka Thomase, kteří ze skupiny kvůli časovým důvodům odešli, se k Twenty One Pilots připojil nastálo.
Obměněná sestava (nyní duo) vydala 8. června 2011 druhé album kapely s názvem Regional At Best, a zároveň v roce 2012 podepsala smlouvu s hudebním vydavatelstvím Fueled By Ramen, součástí Atlantic Records.
Třetí album kapely s názvem Vessel bylo vydáno 8. ledna 2013.
Čtvrté album, Blurryface bylo vydáno 17. května 2015, dva dny před původním datem vydání. Blurryface ohromným způsobem zapříčinilo uvedení Twenty One Pilots do většího povědomí. Skladba Stressed Out byla jedním z důvodů tohoto úspěchu (videoklip byl točen v Dunově rodném domě, v současné době má na YouTube přes miliardu zhlédnutí).
Páté album kapely s názvem Trench bylo vydáno 5. října 2018, 21. května 2021 pak jejich šestá deska Scaled and Icy. Nejnovější sedmé album Clancy vyšlo 24. května 2024.

## Ocenění a nominace
| Rok  | Ceremoniál                     | Ocenění          | Výsledek  |
| ---- | ------------------------------ | ---------------- | --------- |
| 2014 | Alternative Press Music Awards | Nejlepší bubeník | Nominován |